# Homme vert
Ne doit pas être confondu avec Petits hommes verts.

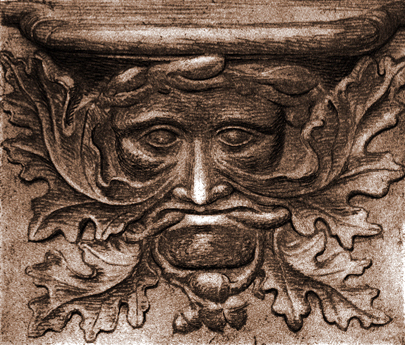
Miséricorde médiévale, Vendôme (Loir-et-Cher).

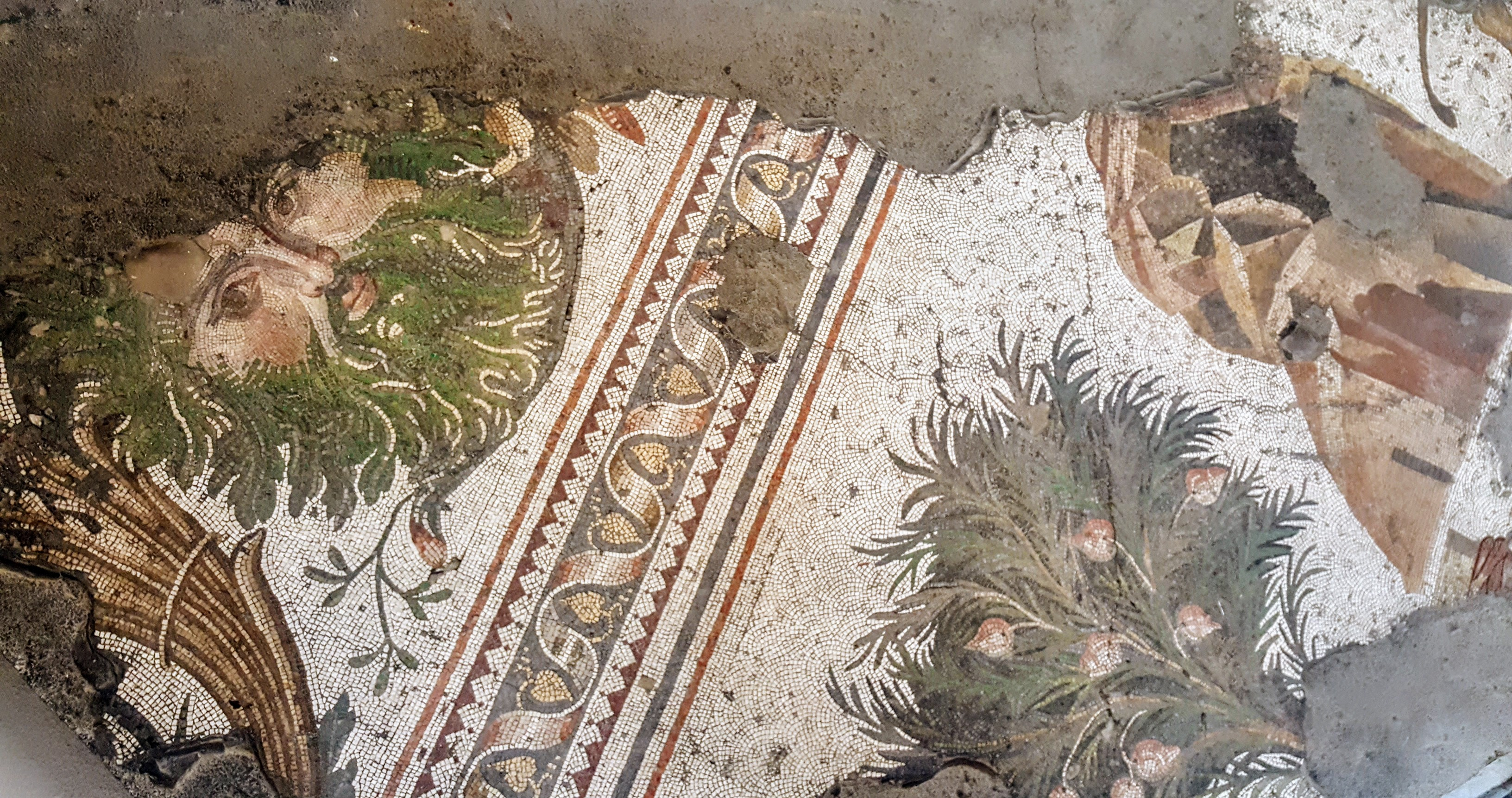
Homme vert, mosaïque romaine exposée dans le musée des Mosaïques d'Istanbul.

On appelle homme vert, homme feuillu ou masque feuillu les représentations sculptées ou dessinées d'un visage d'homme orné de feuillage, ou encore de branches, pousses ou autres motifs végétaux. C'est un symbole et un motif ornemental d'origine très ancienne dont on retrouve le mythe dans de nombreuses cultures. Au travers de celles-ci, il prend des aspects différents. Même si toutes ces cultures n'avaient pas de contacts entre elles, il semblerait qu'il soit continuellement lié à la Nature et au printemps.

## Types

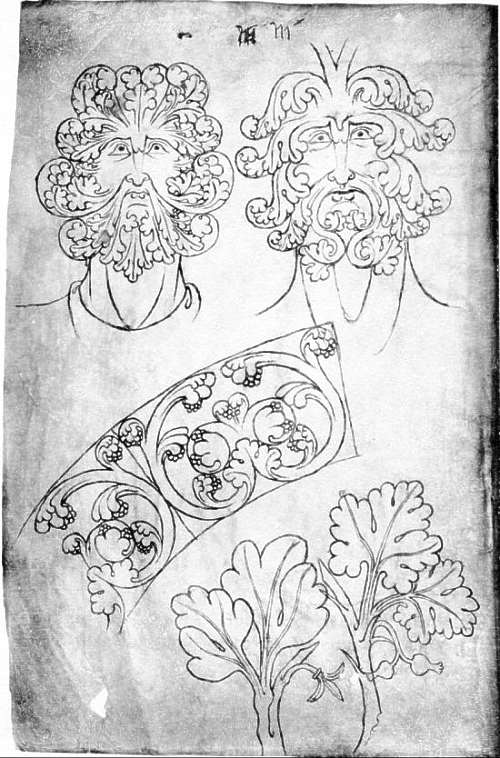
Folio 10 du Carnet de Villard de Honnecourt (vers 1230), Paris, Bibliothèque nationale de France.

Il existe trois types principaux d'homme vert :
- la tête feuillue, complètement recouverte de feuilles ;
- la tête régurgitante, dont le feuillage sort par la bouche ;
- la tête vampirique, dont le feuillage sort de tous les orifices du visage (nez, oreille, bouche, canaux lacrymaux, etc.).

## Histoire
Dans A Little Book of the Green Man, Mike Harding suggère l'hypothèse que l'homme vert trouve son origine en Asie Mineure.
Le terme « homme vert » (en anglais : Green Man) est dû à Lady Raglan, dans son article « The Green Man in Church Architecture » dans The Folklore Journal.
En France, l’homme vert se trouve dans la littérature orale et populaire, toujours en lien avec la nature. Il figure à plusieurs reprises dans les Contes de Gascogne recueillis par Jean-François Bladé, notamment dans un conte qui porte ce titre : L’Homme vert. Selon l’informateur Guillaume Cazaux, l’homme vert est le maître des oiseaux et de toutes les bêtes volantes, il apparaît rarement aux humains et se comporte avec eux comme les divinités de type sylvain, neutre tant qu’on lui marque du respect. Dans d’autres contes, la couleur verte de la peau, parfois associée à un œil de cyclope, est une particularité qui ne s’explique pas.
L'auteur William Anderson écrit : « L'Homme vert signifie l'irrésistible vie […] Il est une image issue des profondeurs de la préhistoire ; il apparaît et semble mourir puis, après un long temps d'oubli, il revint a plusieurs reprises au cours de ces derniers deux mille ans. De par ses origines, il est bien plus ancien que notre ère chrétienne. Sous toutes ses formes, il est une image de renouveau et de renaissance. »
Il est employé comme motif ornemental d'architecture en Europe. Il existe aussi des motifs apparentés ailleurs dans le monde.
Dans le monde occidental, on le retrouve principalement sculpté dans les églises ou en ornement sur des bâtiments séculiers.
Mike Harding, qui a publié un petit ouvrage sur le sujet, cite des représentations similaires à Bornéo, au Népal et en Inde.

### En Europe
On trouve généralement l'homme vert sur des sculptures dans des églises ou d'autres bâtiments ecclésiastiques. En Grande-Bretagne, c'est un motif courant qui orne autant des églises que des enseignes de pubs.
On en trouve également au Pays de Galles et en Angleterre, comme sur l'église de Garway (Herefordshire), par exemple.

Quelques hommes verts britanniques
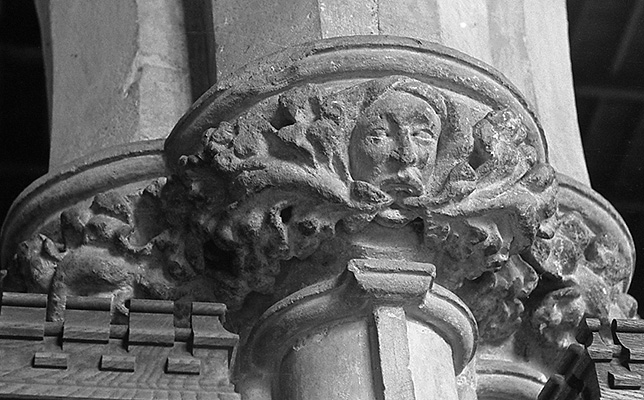
Chapiteau dans une église anglaise, peut-être Alkborough, North Lincolnshire.
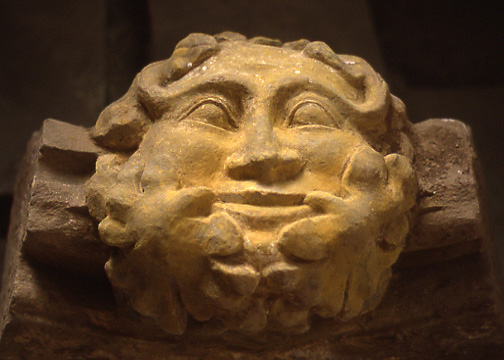
Mascaron en pierre, abbaye de Dore, diocèse de Hereford.
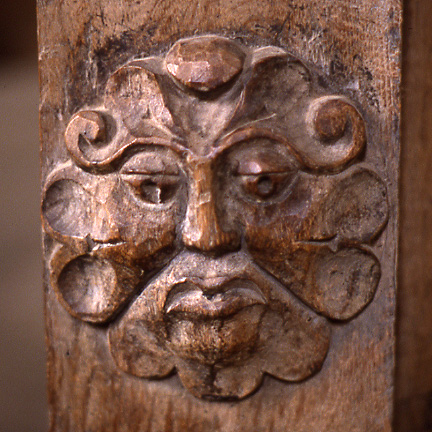
Bas-relief sur bois, abbaye de Dore, diocèse de Hereford.
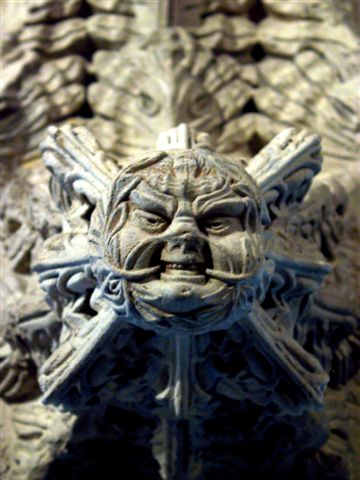
Une des cent dix gravures d'homme vert de la chapelle de Rosslyn (XVe siècle), Écosse.
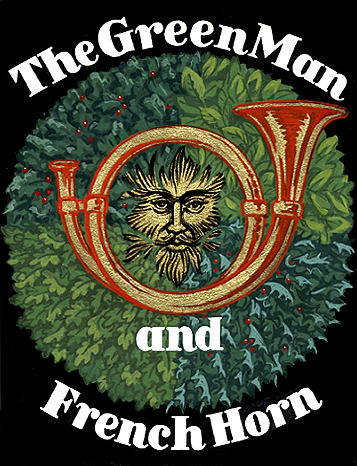
Enseigne de pub à Covent Garden (années 1970).

### Dans le reste du monde
On en trouve des représentations très anciennes à Bornéo, au Népal, en Inde, au Liban, en Israël et en Irak.
En sanskrit, l'homme vert est relié au motif du Kirtimukha qui est relié à une lila de Shiva et Rahu. Le Kirtimukha se rencontre souvent dans l'art et l'iconographie thangka du bouddhisme vajrayāna, dans lequel il couronne souvent la roue de l'existence karmique.
Dans l'islam, Al-Khidr, « le Verdoyant », est un sage dont on dit parfois que l'herbe pousse partout où il s'assoit car il aurait bu de l'eau-de-vie. Il a une place importante dans le soufisme. En Inde, il prend le nom de Kizr.